# Parīchhā
Parīchhā är en ort i Indien.   Den ligger i distriktet Jhānsi och delstaten Uttar Pradesh, i den centrala delen av landet, 400 km söder om huvudstaden New Delhi. Parīchhā ligger 207 meter över havet och antalet invånare är 7 399.
Terrängen runt Parīchhā är mycket platt. Runt Parīchhā är det ganska tätbefolkat, med 248 invånare per kvadratkilometer. Närmaste större samhälle är Jhānsi, 18,8 km väster om Parīchhā. Trakten runt Parīchhā består till största delen av jordbruksmark.